# Bryocrumia andersonii
Bryocrumia andersonii là một loài Rêu trong họ Hypnaceae. Loài này được (E.B. Bartram) L.E. Anderson mô tả khoa học đầu tiên năm 1980.